# Meromyza pluriseta
Meromyza pluriseta är en tvåvingeart som beskrevs av Peterfi 1961. Meromyza pluriseta ingår i släktet Meromyza och familjen fritflugor. Arten är reproducerande i Sverige. Inga underarter finns listade i Catalogue of Life.